# Waterwiel
Het Waterwiel is een combinatie van een fontein en artistiek kunstwerk in Amsterdam-Centrum.
Vanuit een bassin wordt water in een leiding omhoog gepompt, het water stroomt vervolgens via een uitstekende pijp en verdeelkap de open lucht in. Onder de pijp en verdeelkap draaien twaalf lekkende metalen emmers aan een draaiend rad. Door de mate van watertoevoer uit de pijp en de waterafvoer vanuit de emmers ontstaat een soort perpetuum mobile. Echter het water is niet de enige factor in het geheel. Als er enige wind of windvlaag is, blaast die het water naast de emmers waardoor een geheel ander resultaat volgt. Bovendien kan door de verdeelkap bepaald worden in welk stadium water wordt toegevoegd aan de emmers (voor, op of na het hoogtepunt). Ook staat niet vast in welke hoeveelheid het water de emmers verlaat. Tot slot kan als het wiel even in ruste is geweest, de starter bepalen welke kant hij het wiel laat opdraaien. Er zijn zoveel factoren dat er sprake is van een chaotisch systeem. Een toelichting op het waterwiel vergelijkt het met het Vlindereffect. Het waterwiel zou ontworpen zijn door Edward Lorenz (basisontwerp) en architect Renzo Piano (uitvoering), die het achterliggende NEMO Science Museum heeft ontworpen. 
Op de zijkant van het bassin wordt vermeld dat hier geen sprake is van drinkwater en dat het wiel bij wind uitgeschakeld wordt. In lijn met het hele systeem kan niet exact aangegeven worden bij welke windkracht of windrichting dat moet. Het object draait hier vermoedelijk al vanaf 1997.